# Club Deportivo Huachipato "B"
Huachipato "B" fue la filial del Club Deportivo Huachipato, equipo de fútbol de la ciudad de Talcahuano de la Región del Biobío de Chile, que juega en la Primera División de Chile. En el año 2007 hizo de local en la localidad de Renaico, Región de la Araucanía.
El club perteneció al grupo de instituciones que inauguró la modalidad de clubes filiales compitiendo en la Tercera División, en las temporadas 1999, 2000, 2003, 2006 y 2007, dejando de competir tras el final de esta. 

## Datos del club
- Temporadas en 3º: 5 (1999-2000, 2003, 2006-2007)